# Chicago Bears
Els Chicago Bears (en català Osos de Chicago) són una franquícia de futbol americà professional de l'NFL de Chicago, Illinois. Són membres de la Divisió Nord de la Conferència Nacional (NFC). El seu estadi és el Soldier Field i els seus colors són el blau marí, el taronja i el blanc.

## Història
Fundats el 1919 com els Decatur Staleys són un dels equips més antics de la lliga i un dels equips fundadors de l'NFL. En total han guanyat nou campionats de lliga, el primer el 1921, però la seva millor època van ser els anys 1930 i els anys 1940, guanyant sis campionats de lliga. Fins al 1963 no van tornar a guanyar un campionat de lliga i van guanyar la Super Bowl XX del 1985. El 2006 van jugar la seva última final de la Super Bowl a Miami, però van ser derrotats pels Indianapolis Colts. També han guanyat 17 campionats de divisió i quatre campionats de conferència, sent els del 2006 els més recents.

## Palmarès
Campionats de Lliga9
- Campionats de l'NFL (8) 1921, 1932, 1933, 1940, 1941, 1943, 1946, 1963
- 1986 (Super Bowl XX)

Campionats de Divisió17
- NFL Oest: 1933, 1934, 1937, 1940, 1941, 1942, 1943, 1946
- NFC Centre: 1984, 1985, 1986, 1987, 1988, 1990, 2001
- NFC Nord: 2005, 2006

Campionats de Conferència4
- NFL Oest: 1956, 1963
- NFC: 1985, 2006

## Estadis
- Staley Field (1919–1920)
- Wrigley Field (1921–1970)
- Soldier Field (1971-2001)
- Memorial Stadium (2002)
- Soldier Field (2003-actualment)